# 엔젤 대 바이탈 판결
엔젤 대 바이탈 판결 ( Engel v. Vitale, 370 U.S. 421 (1962) ) 은 미국 연방 대법원의 역사적인 판결로 공립 학교에서 공식적인 기도를 금지하는 것을 내용으로 한다.  그것은 제 1 수정 헌법을 어긴다는 이유였으며 격렬한 논쟁을 가져온 계기가 되었다.

## 대법원의 주요 판결 내용
공립학교에서 공식적인 기도를 허용하는 것은 미국 헌법 제1조 수정안(정교 분리 원칙)에 위배된다.  정부(학교)가 특정 종교 활동을 장려하는 것은 국교를 세우는 것과 다름없다.  비록 강제적인 참여는 아니었지만, 공립학교라는 정부기관이 특정 종교적 의식을 시행하는 것은 문제다.
공립학교는 중립적인 교육 기관이어야 하며, 종교적 신앙은 교회와 가정에서 담당하는 것이 맞다.
"미국 정부는 기독교적 전통 위에서 세워졌지만, 특정 종교를 강제하는 것은 미국의 근본 정신이 아니다."

## 추가적인 대법원 판결들
- 1963년 : 공립학교에서 성경 읽기 금지 ( Abington School District v. Schempp ), 공립학교에서 아침마다 성경을 읽는 관행도 위헌으로 판결됨.
- 1980년 : 공립학교에서 십계명 게시 금지 ( Stone v. Graham ), 교실에 십계명을 게시하는 것도 위헌으로 간주됨.
- 1987년 : 창조론 교육 금지 ( Edwards v. Aguillard ), 공립학교에서 창조론을 진화론과 함께 가르치는 것이 위헌으로 판결됨.